# Alberto Aguilera y Arjona
Alberto Aguilera y Arjona (1875-9 de febrero de 1939) fue un periodista, escritor, abogado y político español.

## Biografía
Habría nacido en 1875 en Palencia. Abogado, durante algún tiempo colaboró en la prensa del archipiélago filipino. En 1897 se le encargó en Madrid la dirección del periódico republicano La Justicia y en 1902 ingresó en la redacción de El Globo. Mantuvo amistad con Vicente Blasco Ibáñez. Aguilera y Arjona, afín al Partido Republicano Radical durante la Segunda República, entre el 14 de septiembre de 1933 y el 7 de abril de 1934 ejerció como gobernador civil de Valencia. Su fecha de fallecimiento ha sido datada por algún autor en 1936, aunque al parecer falleció el 9 de febrero de 1939, a los sesenta y tres años de edad. Entre sus obras se encontraron títulos como Galicia. Derecho consuetudinario (Madrid, 1916) y Salmerón (1918).